# Гулі (Обухівський район)
Гулі́ — село в Україні, у Обухівському районі Київської області. Населення становить 199 осіб. Орган місцевого самоврядування — Владиславська сільська рада.

## Населення

### Мова
Розподіл населення за рідною мовою за даними перепису 2001 року:
| Мова       | Кількість | Відсоток |
| ---------- | --------- | -------- |
| українська | 197       | 99%      |
| російська  | 2         | 1%       |
| Усього     | 199       | 100%     |

## Географія
У селі бере початок струмок Костюченка.

## Інфраструктура
В селі працює фельдшерсько-акушерський пункт.

## Відомі люди
- Буртовий Анатолій Миколайович — український живописець і графік.
- Пилипенко Олексій Іванович — український лісівник, академік Лісівничої академії наук України.